# Hoym
Hoym est une ville située dans l'arrondissement du Salzland en Saxe-Anhalt, en Allemagne. 
Le 15 juin 2009, dans le cadre de la réforme des communes de Saxe-Anhalt, Hoym fusionne avec Friedrichsaue, Frose, Nachterstedt et Schadeleben pour former une seule commune le 15 juillet 2009. Gatersleben s'ajoute l'année suivante.